# Чехословацьке питання (1919)
Чехословацьке питання (1919) — проблема щодо визначення територіальних меж новоствореної Чехословацької республіки на Паризькій мирній конференції 1919—1920 рр..

## Передумови

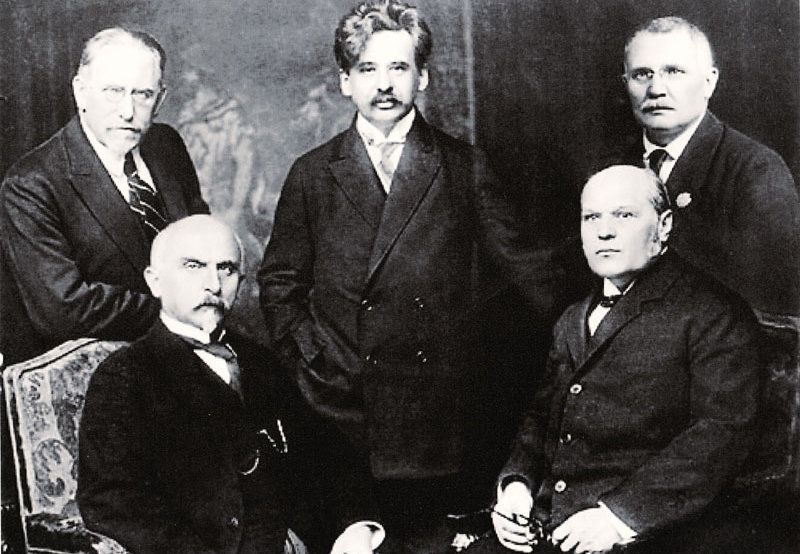
Члени Національного комітету, які проголосили про створення Чехословаччини

28 жовтня 1918 року члени Національного комітету постановили про створення нової держави. Рішення було прийнято зі згоди Чехословацької національної ради в Парижі. В той же час, у Женеві, членами Національного комітету було визнано, що за державним ладом Чехословаччина стає республікою. 14 листопада на засіданні тимчасових Національних зборів, Чехословацьку державу проголошено республікою на чолі з президентом Т. Г. Масариком та головою уряду К. Крамаржом. Незважаючи на утворення держави, залишається відкритим питання щодо визначення кордонів.

## Чехословаччина на Паризькій мирній конференції
Паризька мирна конференція, основними завданнями якої було підписання мирних договорів і встановлення нових кордонів в Європі, почала свою роботу 18 січня 1919 року. Чехословацьку делегацію на конференції представляв К. Крамарж. Кордони Чехословацької республіки визначалися Версальським, Сен-Жерменським і Тріанонським мирними договорами. Протиріччя чехословацької позиції полягало в тому, що вона ґрунтувалась на двох різних принципах: кордони чеських земель аргументувались історичним правом, а кордони Словаччини та Підкарпаття — природним. Слід зазначити, що завдяки дипломатії Едварда Бенеша, як міністра іноземних справ, який представив Чехословаччину, вдалося реалізувати більшості своїх вимог, окрім так званого Бургенландського кордону, який дав би змогу встановити спільний кордон з Королівством сербів, хорватів та словенців. Також залишалося відкритим питання Польсько-Чехословацького кордону, а саме питання щодо території Тешинської Сілезії. Було вирішено провести на цій території плебісцит, але пізніше це рішення було скасовано. В липні 1920 р. на конференції послів, суперечка через територію Сілезії була розв'язана. Частина Сілезії, з важливою залізничною магістраллю Кошице — Богумін, яка залишилася за ЧСР.

## Наслідки конференції
Після проведення Паризької мирної конференції площа ЧСР складала більше 140тис.кв.км. До складу Чехословаччини ввійшли: Богемія, Моравія, Чеська Сілезія, Словаччина, Підкарпатська Русь, Глучинська Сілезія. На території Чехословаччини (за переписом 1921 р.) проживало 13 613 172 чоловіка, з яких 65 % — чехи та словаки, 3,45 % — русини, 23,3 % — німці, 5,5 % — угорці. Таким чином новоутворена держава стає багатонаціональною країною